# Minimalismo

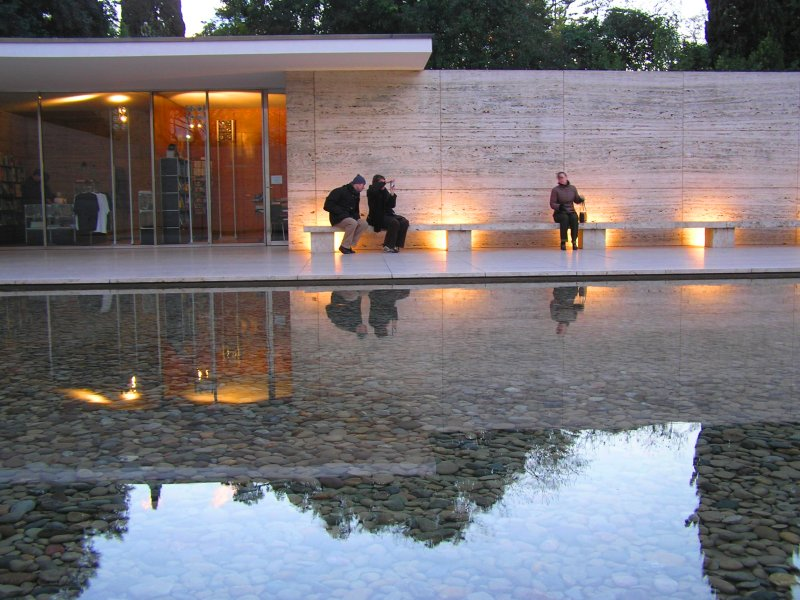
La reconstrucción del Pabellón Alemán de Ludwig Mies van der Rohe en Barcelona, hecho con estilo arquitectónico minimalista

Minimalismo, en su ámbito más general, es la tendencia a reducir a lo esencial (lo útil y lo embellecedor sin decorar de más), a despojar de elementos sobrantes. La frase que resume la filosofía minimalista es la famosa «menos es más», atribuida al arquitecto industrial Mies van der Rohe. Es la traducción del término inglés minimalism, puesto que surge en los Estados Unidos a comienzos de la década de 1960, continuando la tradición geométrica estadounidense y reaccionando contra el abusivo predominio de las corrientes realistas, el arte pop por parte de museos y coleccionistas. Esta tendencia supuso la última etapa del reduccionismo propuesto en su día por Kazimir Malévich, por los constructivistas rusos y por el movimiento artístico De Stijl.
El minimalismo queda más claro si se explica que minimalismo en realidad quiere decir minimismo. El término inglés «minimal» (equivalente al español mínimo) fue utilizado por primera vez por el filósofo británico Richard Wollheim en 1965 para referirse a las pinturas de Ad Reinhardt y a otros objetos de muy alto contenido intelectual pero de bajo contenido de manufactura, como los «ready-made» de Marcel Duchamp. El término también se aplica a los grupos o individuos que practican el ascetismo y que reducen sus pertenencias físicas y necesidades al mínimo.

## Cultura

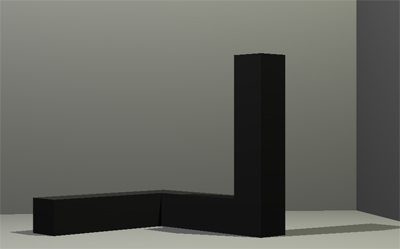
Tony Smith, Free Ride, 1962, 6'8 x 6'8 x 6'8.

Como movimiento artístico, se identifica con un desarrollo del arte occidental posterior a la Segunda Guerra Mundial, iniciado en 1960.
Según la última versión del diccionario de la Real Academia Española (RAE), el minimalismo es una corriente artística que utiliza elementos mínimos y básicos, como colores puros, formas geométricas simples, tejidos naturales, etc.
Bajo la premisa «el objeto es el objeto», el minimalismo se vinculará a las corrientes conceptuales que aparecerán inmediatamente después.
La herencia del minimalismo deviene en una reducción de la actividad del artista y en un aumento de la actividad del espectador, al que pretenden provocar un estímulo intelectual, y es que otra de las características de esta tendencia es la importancia de los aspectos teóricos, resaltados a fin de convertir el arte en herramienta de conocimiento. Este interés por la participación activa del espectador termina derivando en la aparición del «happening», modo representativo en el que el espectador era invitado a participar activamente en la acción artística, quedando abolida la tradicional separación entre creador y receptor.
Características
El estilo minimalista se caracteriza por reducir las obras a lo básico y fundamental, utiliza sólo aquellos elementos mínimos como las líneas. Se utiliza la geometría de las formas, buscando la mayor expresividad con los mínimos recursos.
- Abstracción
- Concentración
- Desmaterialización
- Economía de lenguaje y medios
- Geometría elemental rectilínea
- Orden
- Purismo estructural y funcional
- Precisión en los acabados
- Reducción y síntesis
- Sencillez

## Escultura y pintura minimalistas
El minimalismo se desarrolló en el campo de la escultura con representantes como Carl Andre, Dan Flavin, Donald Judd, Sol LeWitt y Robert Morris. La pintura minimalista tiene influencias del constructivismo y, sobre todo, del planteamiento reduccionista de Ad Reinhardt. Algunos pintores minimalistas son Robert Mangold, Agnes Martin y Robert Ryman.

## Diseño, arquitectura y espacios

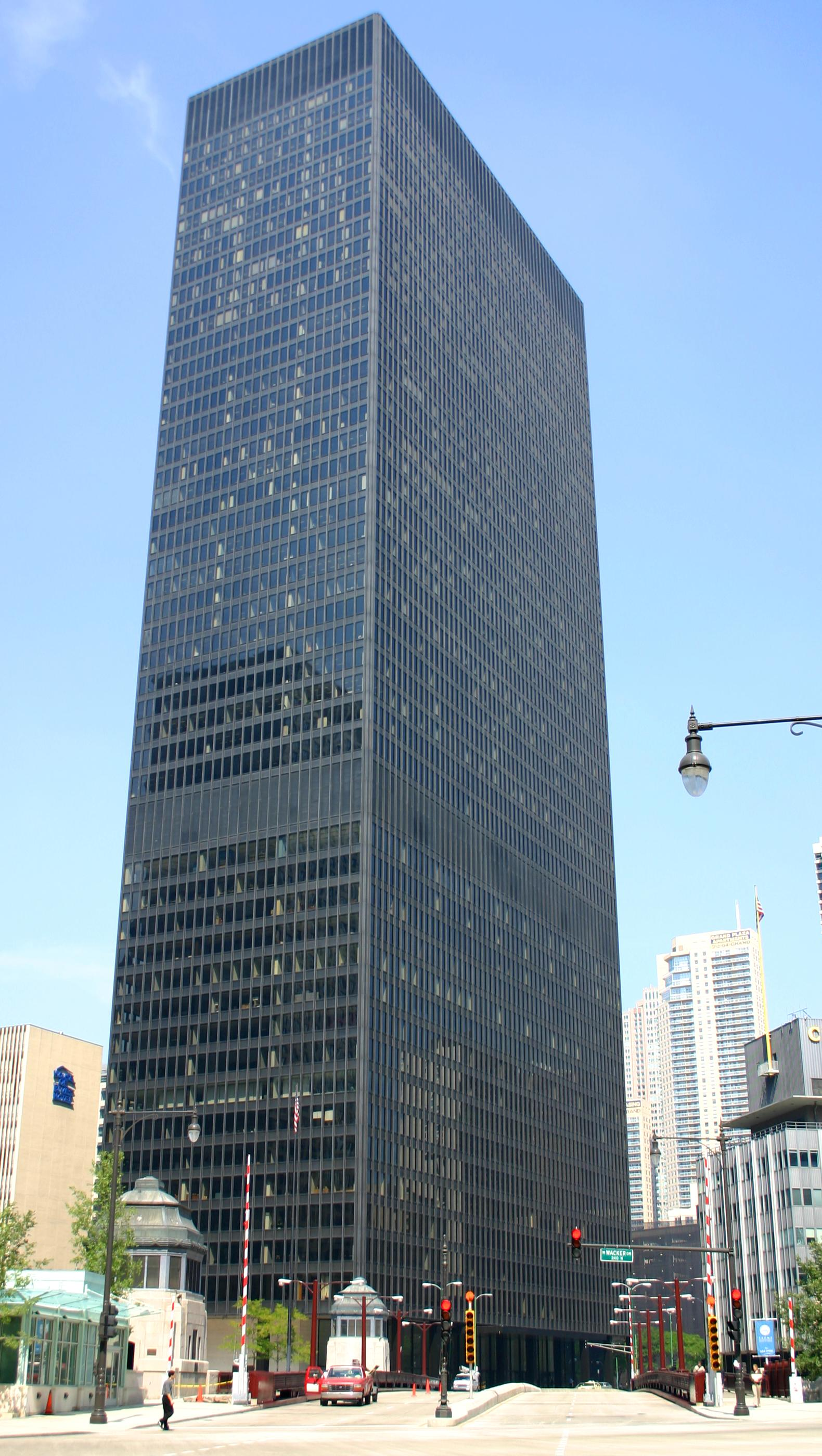
330 North Wabash en Chicago, un edificio minimalista de Ludwig Mies van der Rohe.

El término minimalismo también se utiliza para describir una tendencia en el diseño y la arquitectura, donde la estructura se reduce a sus elementos necesarios. Los diseñadores de arquitectura minimalista se centran en la conexión entre dos planos perfectos, la iluminación elegante y los espacios vacíos que deja la eliminación de las formas tridimensionales en un diseño arquitectónico. La arquitectura minimalista se popularizó a finales de la década de 1980 en Londres y Nueva York, donde arquitectos y diseñadores de moda trabajaron juntos en las boutiques para lograr la simplicidad, utilizando elementos blancos, iluminación fría y espacios amplios con el mínimo de objetos y muebles.
El diseño minimalista ha estado muy influenciado por el diseño y arquitectura tradicional japonesa. Las obras de los artistas de De Stijl son una referencia importante. De Stijl amplió las ideas de expresión organizando meticulosamente elementos básicos como las líneas y los planos. En cuanto al diseño de viviendas, los diseños "minimalistas" más atractivos no son realmente minimalistas porque son más grandes y utilizan materiales de construcción y acabados más caros.
Se puede igualmente hablar de una arquitectura minimalista visible en la obra de, por ejemplo: Ludwig Mies van der Rohe, John Pawson, Souto de Moura, Tadao Ando, Hiroshi Naito o Rudi Riccioti.
Hay observadores que describen la aparición del minimalismo como una respuesta al descaro y el caos de la vida urbana. En Japón, por ejemplo, la arquitectura minimalista empezó a ganar adeptos en la década de 1980, cuando sus ciudades experimentaron una rápida expansión y un gran aumento de población. El diseño se consideró un antídoto contra la "abrumadora presencia del tráfico, la publicidad, las escalas de los edificios desordenados y las imponentes calzadas. " El entorno caótico no sólo fue impulsado por la urbanización, la industrialización y la tecnología, sino también por la experiencia japonesa de tener que demoler constantemente estructuras a causa de la destrucción provocada por la Segunda Guerra Mundial y los terremotos, incluyendo las calamidades que conlleva como el fuego. La filosofía del diseño minimalista no llegó a Japón por medio de otro país, pues ya formaba parte de la cultura japonesa arraigada en la filosofía zen. Hay quienes atribuyen específicamente el movimiento de diseño a la espiritualidad y la visión de la naturaleza de Japón.
El arquitecto Ludwig Mies van der Rohe (1886-1969) adoptó el lema "Menos es más" para describir su estética. Su táctica consistía en organizar los componentes necesarios de un edificio para crear una impresión de extrema simplicidad: utilizaba cada elemento y detalle para servir a múltiples propósitos visuales y funcionales; por ejemplo, diseñando un suelo que también sirviera de radiador, o una enorme chimenea que también albergara el baño. El diseñador Buckminster Fuller (1895-1983) adoptó el objetivo del ingeniero de "hacer más con menos", pero sus preocupaciones estaban orientadas a la tecnología y la ingeniería más que a la estética.

### El minimalismo japonés en muebles e interiorismo
El minimalismo japonés se extiende más allá de la arquitectura y entra en el ámbito del diseño de muebles e interiorismo. Al igual que en la arquitectura, este enfoque se centra en la simplicidad, funcionalidad y estética, pero también incorpora fuertemente la filosofía zen y la conexión con la naturaleza.
Muebles japoneses minimalistas suelen ser bajos y cercanos al suelo, reflejando la tradición de sentarse en el suelo en esteras de tatami. A menudo, los muebles están desprovistos de adornos innecesarios y enfatizan la belleza de la madera natural y la artesanía. Los futones, las mesas bajas y las almohadas de suelo son elementos comunes.
El diseño de interiores minimalista japonés se caracteriza por espacios amplios y despejados que invitan a la reflexión y la serenidad. Las particiones deslizantes, o shoji, hechas de papel de arroz y madera, permiten a los residentes reconfigurar el espacio según sus necesidades, promoviendo un uso flexible y eficiente del espacio. Estos espacios también se complementan con una paleta de colores neutros y naturales, que evocan tranquilidad y calma.
En la decoración, cada objeto tiene un propósito y un lugar. No hay espacio para el desorden o la acumulación innecesaria. Los artefactos decorativos, si se incluyen, suelen ser de origen natural, como piedras, ramas o flores, y se eligen por su capacidad para evocar la naturaleza y la serenidad.
La integración de la naturaleza en el hogar es esencial en el diseño japonés. Ya sea a través de un jardín zen, una pequeña fuente o incluso la elección de materiales naturales, la naturaleza siempre está presente, recordando a los residentes la belleza y la impermanencia de la vida.
Esta estética ha influenciado ampliamente a diseñadores de todo el mundo, valorando no solo la función y utilidad de un objeto, sino también su capacidad para evocar calma, serenidad y un sentido de propósito. Así, pese a su sencillez aparente, estos espacios y objetos diseñados bajo la influencia del minimalismo japonés son profundamente contemplativos y atemporales.

### Conceptos y elementos de diseño
El concepto de la arquitectura minimalista consiste en reducir todo a lo esencial y lograr la simplicidad. La idea no es prescindir completamente de la ornamentación, sino que todas las partes, detalles y uniones se consideren reducidas a un estado en el que no se pueda quitar nada más para mejorar el diseño.
Las consideraciones para las "esencias" son la luz, la forma, el detalle del material, el espacio, el lugar y la condición humana. Los arquitectos minimalistas no sólo consideran las cualidades físicas del edificio. Consideran la dimensión espiritual y lo invisible, escuchando la figura y prestando atención a los detalles, a las personas, al espacio, a la naturaleza y a los materiales, creyendo que esto revela la cualidad abstracta de algo que es invisible y ayuda a la búsqueda de la esencia de esas cualidades invisibles, como la luz natural, el cielo, la tierra y el aire. Además, "abren un diálogo" con el entorno para decidir los materiales más esenciales para la construcción y crear relaciones entre los edificios y los lugares.
En la arquitectura minimalista, los elementos de diseño se esfuerzan por transmitir el mensaje de simplicidad. Las formas geométricas básicas, los elementos sin decoración, los materiales simples y las repeticiones de las estructuras representan una sensación de orden y calidad esencial. El movimiento de la luz natural en los edificios revela espacios sencillos y limpios. A finales del siglo XIX, cuando el movimiento de las artes y la artesanía se hizo popular en Gran Bretaña, la gente valoró la actitud de "verdad de los materiales" con respecto a las características profundas e innatas de los materiales. Los arquitectos minimalistas "escuchan la figura" con humildad, buscando la esencia y la simplicidad redescubriendo las valiosas cualidades de los materiales simples y comunes.

### Influencias de la tradición japonesa

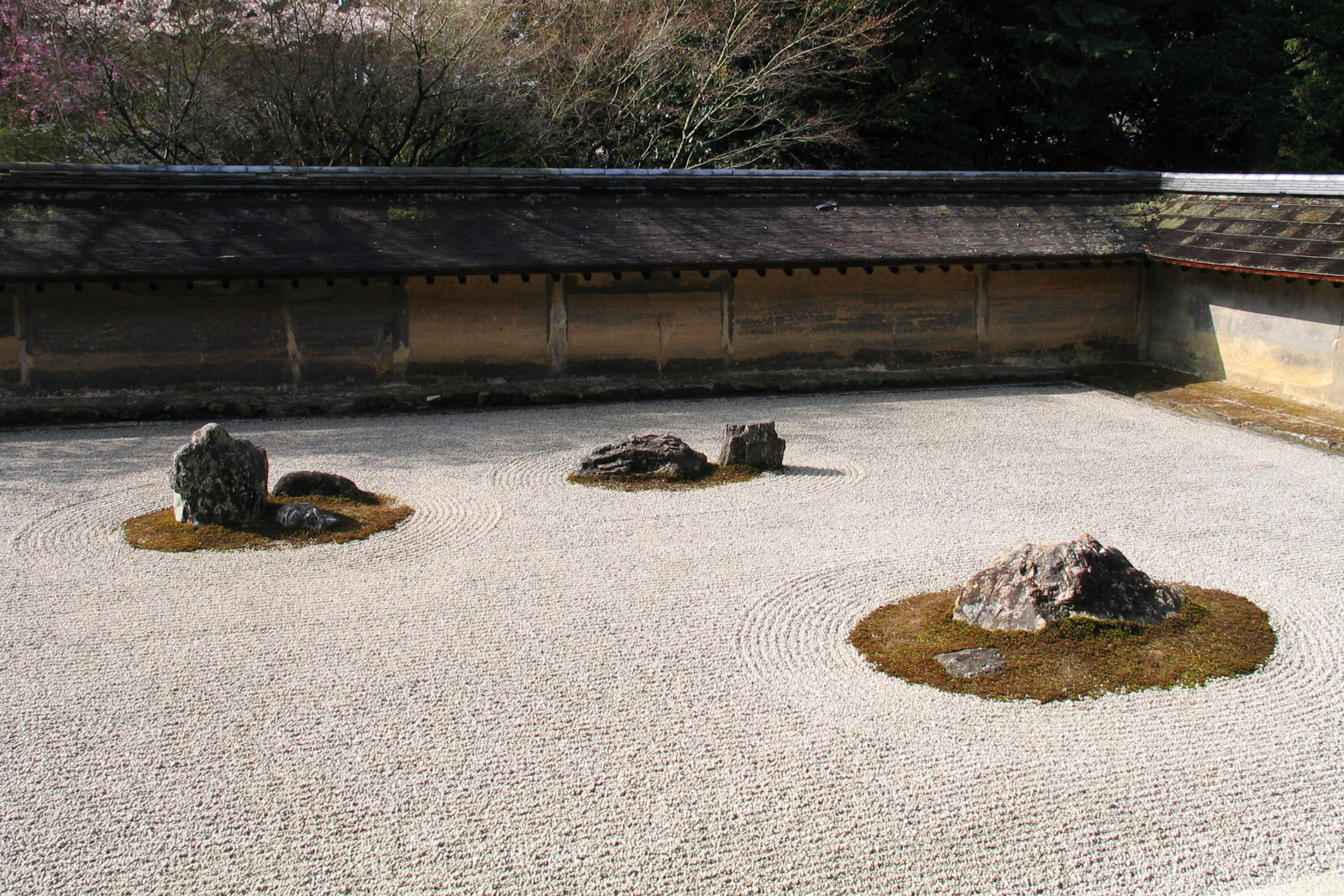
Ryōan-ji jardín seco. La pared de arcilla, manchada por la edad con sutiles tonos marrones y anaranjados, refleja "wabi" y el jardín de rocas "sabi", reflejando en conjunto la cosmovisión o estética japonesa del "wabi-sabi".

La idea de simplicidad aparece en muchas culturas, especialmente en la cultura tradicional japonesa de la filosofía budista zen. Los japoneses manipulan la cultura zen en elementos estéticos y de diseño para sus edificios. Esta idea de la arquitectura ha influido en la sociedad occidental, especialmente en Estados Unidos desde mediados del siglo XVIII. Además, inspiró la arquitectura minimalista en el siglo XIX.
Los conceptos zen de simplicidad transmiten las ideas de libertad y esencia de la vida. La simplicidad no es sólo un valor estético, sino que tiene una percepción moral que indaga en la naturaleza de la verdad y revela las cualidades internas y la esencia de los materiales y objetos. Por ejemplo, el jardín de arena del templo Ryōan-ji demuestra los conceptos de simplicidad y esencialidad a partir del considerado escenario de unas pocas piedras y un enorme espacio vacío.
El principio estético japonés de Ma se refiere al espacio vacío o abierto. Elimina todas las paredes internas innecesarias y abre el espacio. El vacío de la disposición espacial reduce todo a la calidad más esencial.
La estética japonesa del wabi-sabi valora la calidad de los objetos simples y sencillos. Aprecia la ausencia de elementos innecesarios, atesora una vida en calma y pretende revelar el carácter innato de los materiales. Por ejemplo, el arte floral japonés de ikebana tiene como principio central dejar que la flor se exprese. Se cortan las ramas, las hojas y las flores de las plantas y sólo se conserva la parte esencial de la planta. Esto transmite la idea de calidad esencial y carácter innato en la naturaleza.

### Arquitectos minimalistas y sus obras
El arquitecto minimalista japonés Tadao Ando transmite en sus obras el espíritu tradicional japonés y su propia percepción de la naturaleza. Sus conceptos de diseño son los materiales, la geometría pura y la naturaleza. Normalmente utiliza el hormigón o la madera natural y la forma estructural básica para conseguir austeridad y rayos de luz en el espacio. También establece un diálogo entre el lugar y la naturaleza para crear una relación y un orden con los edificios. Las obras de Ando y la traducción de los principios estéticos japoneses son muy influyentes en la arquitectura japonesa.
Otra arquitecta minimalista japonesa, Kazuyo Sejima, trabaja por su cuenta y junto con Ryue Nishizawa, como SANAA, produciendo icónicos edificios minimalistas japoneses. Se le atribuye la creación e influencia de un género particular del minimalismo japonés, Los diseños delicados e inteligentes de Sejima pueden utilizar el color blanco, las secciones de construcción delgadas y los elementos transparentes para crear el fenomenal tipo de edificio que suele asociarse con el minimalismo. Entre sus obras se encuentran el New Museum (2010) de Nueva York, Small House (2000) de Tokio, House surrounded By Plum Trees (2003) de Tokio.
En el Pabellón de Conferencias de Vitra, Weil am Rhein, 1993, los conceptos son reunir las relaciones entre el edificio, el movimiento humano, el lugar y la naturaleza. Lo que como un punto principal de la ideología del minimalismo que establece el diálogo entre el edificio y el sitio. El edificio utiliza las formas simples del círculo y el rectángulo para contrastar el espacio lleno y vacío del interior y la naturaleza. En el vestíbulo hay una gran ventana apaisada que mira al exterior. Con ello se consigue la sencillez y el silencio de la arquitectura y se potencia la luz, el viento, el tiempo y la naturaleza en el espacio.
John Pawson es un arquitecto minimalista británico; sus conceptos de diseño son el alma, la luz y el orden. Cree que, mediante la reducción del desorden y la simplificación del interior hasta un punto que supera la idea de calidad esencial, se consigue una sensación de claridad y riqueza de la simplicidad en lugar de vacío. Los materiales de su diseño revelan la percepción hacia el espacio, la superficie y el volumen. Además, le gusta utilizar materiales naturales por su viveza, su sentido de la profundidad y su calidad de individuo. También le atraen las importantes influencias de la filosofía zen japonesa.
Calvin Klein Madison Avenue, Nueva York, 1995-96, es una boutique que transmite las ideas de moda de Calvin Klein. Los conceptos de diseño interior de John Pawson para este proyecto consisten en crear disposiciones espaciales sencillas, tranquilas y ordenadas. Utilizó suelos de piedra y paredes blancas para lograr la simplicidad y la armonía del espacio. También hace hincapié en la reducción y elimina las distorsiones visuales, como el aire acondicionado y las lámparas, para conseguir una sensación de pureza para el interior.
Alberto Campo Baeza es un arquitecto español y describe su obra como arquitectura esencial. Valora los conceptos de luz, idea y espacio. La luz es esencial y consigue la relación entre los habitantes y el edificio. Las ideas deben cumplir la función y el contexto del espacio, las formas y la construcción. El espacio está conformado por las formas geométricas mínimas para evitar la decoración que no es esencial.

## Música minimalista
En el mundo de la música, en los 35 últimos años, el término minimalismo se aplica a veces a la música que muestra alguna de las características siguientes (o todas):
- Repetición de frases musicales cortas, con variaciones mínimas en un período largo de tiempo, con ritmos cíclicos aparentemente infinitos o que no poseen final;
- Éctasis (movimiento lento), a menudo bajo la forma de zumbidos y tonos largos;
- Énfasis en una armonía tonal/modal;
- Un pulso constante.

La música minimalista es una respuesta directa a la tendencia del serialismo integral, una técnica de composición que surge a principios del siglo XX. En su origen, se la denominaba música sistemática o música meditativa. La primera composición que se considera minimalista fue la obra de 1958 "Trio for Strings" de La Monte Young, a la que siguieron, en la década de 1970 las obras de los compositores Steve Reich y Philip Glass, entre otros. Sin embargo se atribuye el empleo, por primera vez, del término música minimalista al inglés Michael Nyman, quien en un artículo en la revista The Spectator en 1968, se lo aplicaba al compositor inglés Cornelius Cardew. La música minimalista puede sonar a veces similar a diferentes formas de música electrónica (e.g. Basic Channel), así como a algunas composiciones basadas en la textura, como alguna de las obras de Gyorgy Ligeti. A veces el resultado final es similar, pero el procedimiento de acercamiento no lo es. También se habla de techno minimal, un género secundario de la música techno, que se caracteriza por un bajo desnudo, sonido entrecortado, un compás rítmico de 4/4 simple (generalmente, alrededor de 120-135 BPM), una repetición de bucles cortos, y cambios sutiles.
Algunos de los compositores que frecuentemente se asocian con este movimiento son:
- Jóhann Jóhannsson
- Jeff Mills
- Ricardo Villalobos
- Richie Hawtin
- Arvo Pärt
- Brian Eno
- Mika Vainio
- Henryk Górecki
- Cornelius Cardew
- Philip Glass
- Steve Reich
- La Monte Young
- Ludovico Einaudi
- Yann Tiersen
- Michael Nyman
- Stefano Ianne
- Tony Conrad
- Pauline Oliveros
- John Coolidge Adams
- Joep Beving
- Daniel López-Vázquez
- Wim Mertens
- Mike Oldfield
- Sigur Ros
- James Blake
- Max Richter
- Simeon ten Holt

## Cine
En el cine, el minimalismo generalmente se asocia con cineastas como Robert Bresson, Chantal Akerman, Carl Theodor Dreyer y Yasujirō Ozu. Sus películas suelen contar una historia sencilla con un uso sencillo de la cámara y un uso mínimo del sonido. Paul Schrader llamó a su tipo de cine: "cine trascendental". En el presente, se puede ver un compromiso con el cine minimalista en cine de bajo presupuesto como Dogme 95 y mumblecore. Abbas Kiarostami, Elia Suleiman, y Kelly Reichardt también se consideran cineastas minimalistas.
En 2015, Joshua Fields Millburn, Ryan Nicodemus, y Matt D'Avella, que dirigieron y produjeron la película Minimalismo, que mostró la idea de una vida mínima en el mundo moderno.

“Como minimalista, creo que cada posesión debe servir a un propósito o aportarme alegría. Todo lo demás va fuera”.
 Joshua Fields, enero de 2021.